# Hotel Růže

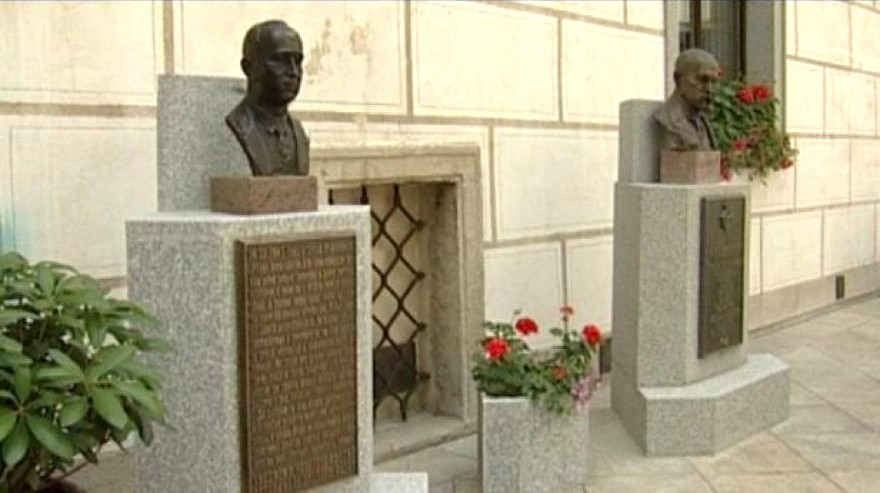
Busty prezidentů T. G. Masaryka a Dr. E. Beneše na nádvoří Hotelu Růže

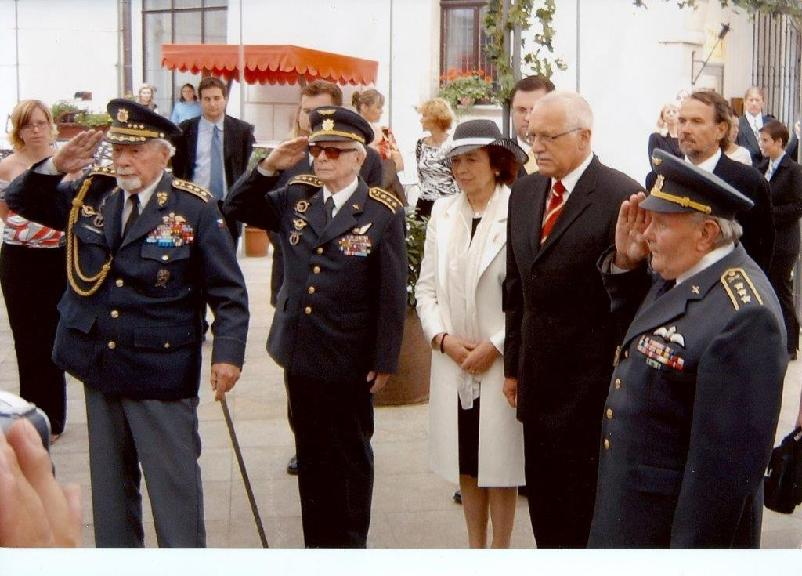
Návštěva prezidenta Václava Klause a jeho manželky Livie Klausové v Hotelu Růže spojená s aktem položení květin k památníku Edvarda Beneše (červenec 2004)

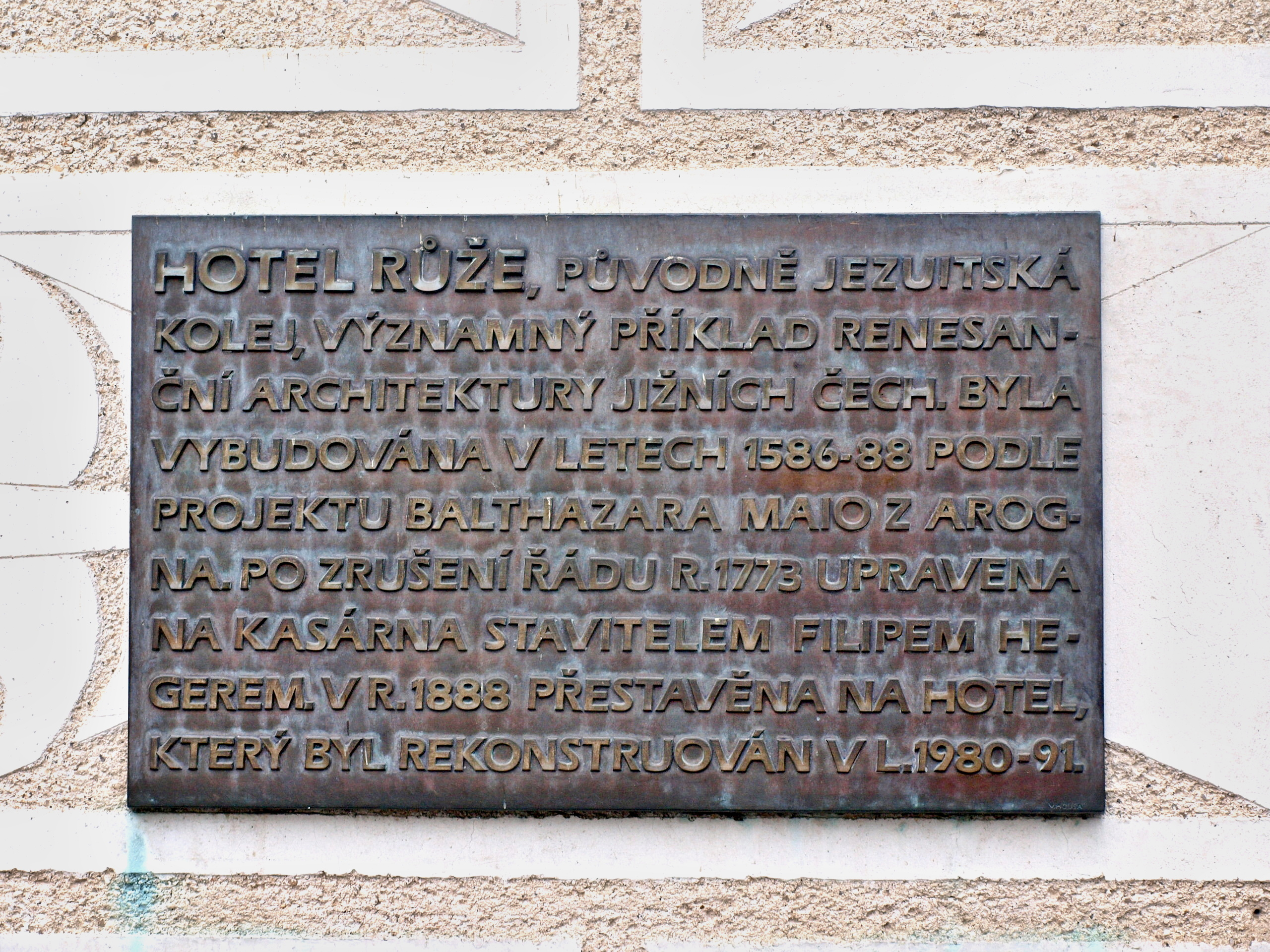
Bronzová deska na sgrafitové fasádě Hotelu Růže odkazující na historii budovy.

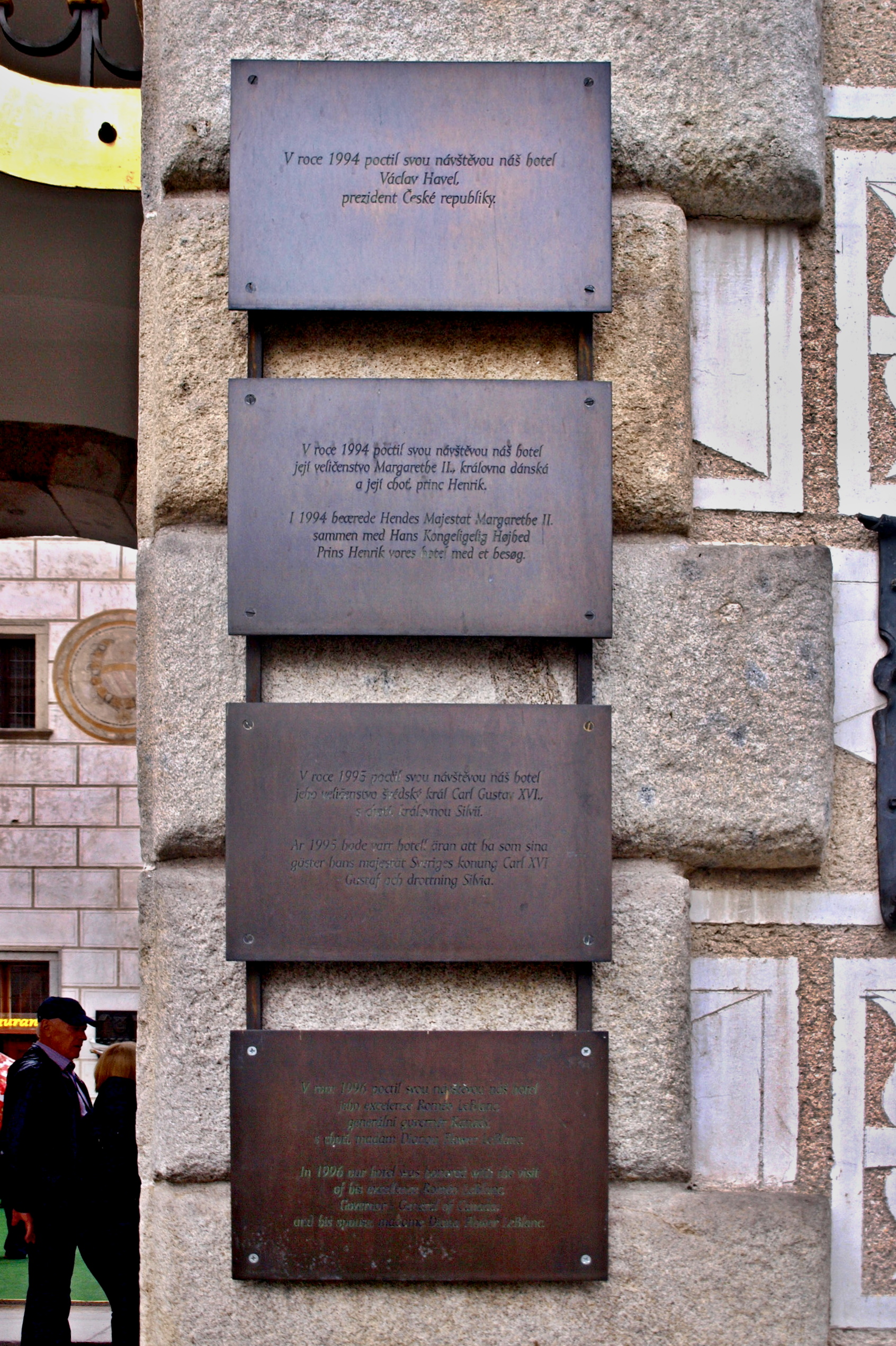
Pamětní desky připomínající významné návštěvy hotelu.

Hotel Růže je ubytovací zařízení v Českém Krumlově. Budova je kulturní památkou a nachází se v městské památkové rezervaci, která je součástí Světového dědictví UNESCO. Je jednou z nejstarších a nejlépe dochovaných staveb v Českém Krumlově.

## Historie
Budova byla původně postavena Rožmberky jako jezuitská kolej, sloužila tomuto účelu do roku 1773. Poté sloužila vojenským účelům až do roku 1887, kdy byla vojenská posádka rozpuštěna.
Roku 1888 budovu v aukci získal Adolf rytíř Jungmann, který ji později věnoval české záložně. Objekt od té doby sloužil jako středisko české menšiny ve městě.
Tradice ubytovacího zařízení sahá do roku 1889, kdy záložna získala koncesi pro provozování hostinské činnosti a byl zde slavnostně otevřen Hotel Růže. Na konci 19. století byl dům vícekrát přestavován – byla upravena fasáda a byl vytvořen divadelní sál. V roce 1919 postihl budovu rozsáhlý požár, který si vyžádal další úpravy v následujících letech.
Po okupaci českého pohraničí Německem bylo z města vyhnáno téměř všechno české obyvatelstvo. Během druhé světové války byla budova používána německými důstojníky.
Po druhé světové válce se budova stala oblíbenou restaurací a kavárnou. Úroveň hotelu začala postupně upadat a v roce 1962 z něj museli být poslední hosté evakuováni, jelikož byl již v podstatě ruinou. Od roku 1980 byl objekt rekonstruován a o 11 let později znovu otevřen.

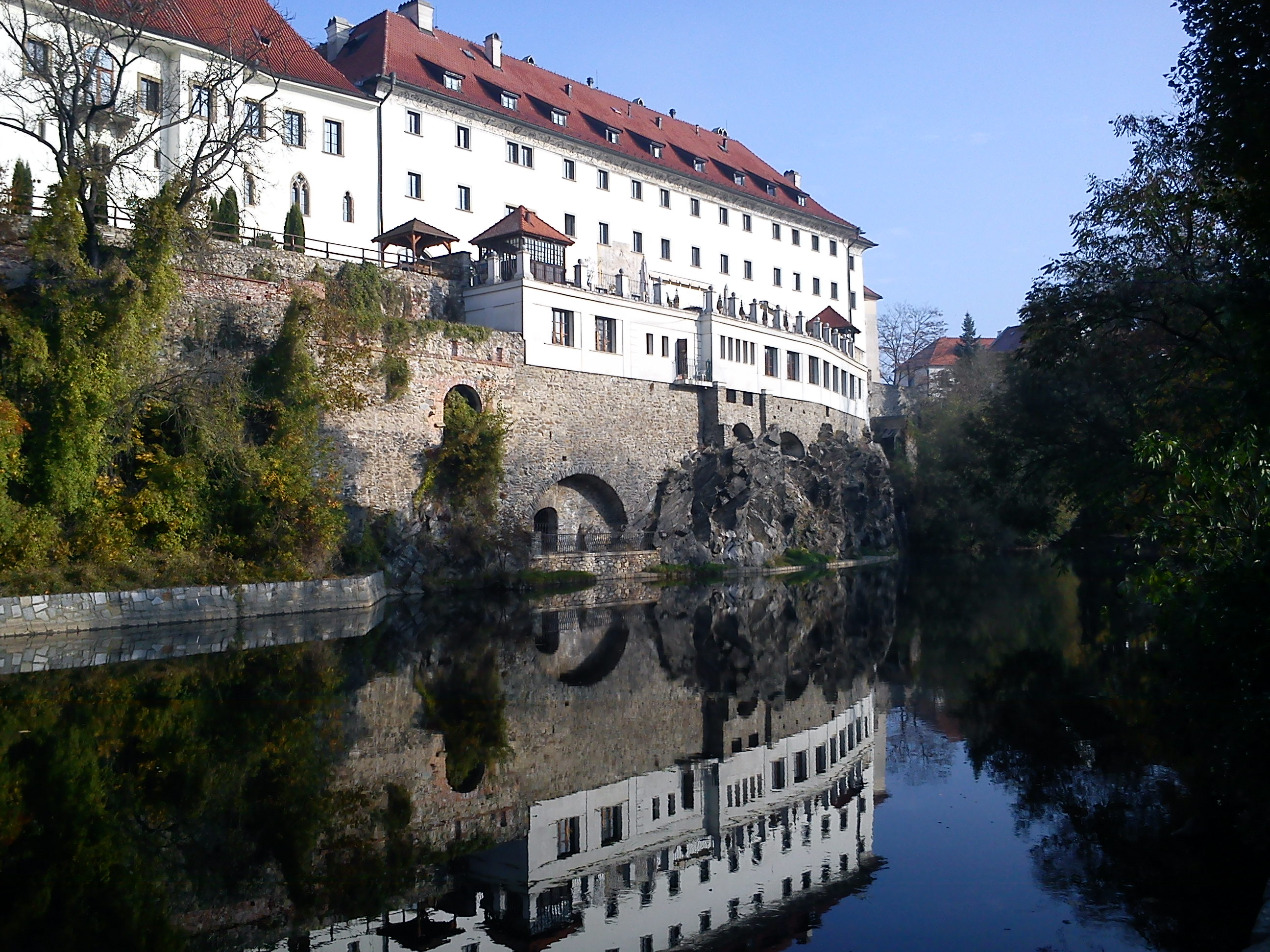
Hotel Růže - z půlkruhově zakončeného otvoru ve spodní části fasády od řeky Vltavy vedl dříve most spojující bývalou kolej s jezuitskou zahradou na druhém břehu řeky (dnešní městský park).

## Pětihvězdičkový hotel
Hotel Růže zakoupil v roce 1998 podnikatel a filantrop Jan Horal, kdy se hotel zařadil do portfolia jeho společnosti. Nákladnou rekonstrukcí vnitřních prostor přestavěl objekt na pětihvězdičkový hotel v renesančním stylu. Uskutečnila se celková rekonstrukce, bylo dostavěno sportcentrum do původní terasy a došlo k propojení dvou objektů hotelu včetně nového kompletního vybavení zázemí. Hotel zahájil svůj provoz 28. června 1999. 16. června 2001 obdržel Jan Horal od města Český Krumlov Cenu města Český Krumlov za rok 2000. Ocenění získal za podnikatelský záměr – za investice do rekonstrukce svých krumlovských hotelů (zakoupil ještě budovu bývalého Hotelu Měšťák, kterou rovněž rekonstruoval) a za vytvoření mnoha pracovních míst ve městě. Veřejné předání ocenění se uskutečnilo v Prokyšově sále prelatury. Po roce 2000 se Hotel Růže stal tradičním místem předávání tohoto ocenění, až do roku 2012. Hotel Růže se stal také místem setkání podnikatelů, které inicioval Jan Horal, a jež mělo za výsledek založení Sdružení cestovního ruchu Český Krumlov, z.s. Sdružení vzniklo v roce 2009 a klade si za cíl společnou propagaci města Český Krumlov, prodloužení turistické sezóny a reprezentaci všech subjektů cestovního ruchu.

### Busty prezidentů na nádvoří hotelu
Jan Horal nechal na atrium svého Hotelu Růže umístit busty prvních československých prezidentů. Nejprve byla instalována busta T. G. Masaryka s pomníkem českokrumlovským letcům 2. světové války.
Busta Edvarda Beneše byla odhalena při příležitosti 120. výročí narození prezidenta Dr. Edvarda Beneše. Slavnostní akt odhalení proběhl v pátek 28. května 2004 v 11.00 hod. na nádvoří Hotelu Růže v Českém Krumlově za účasti veteránů 2. světové války. Pomník byl doplněn deskou s úryvkem z Benešova projevu na sjezdu osvobozených politických vězňů v prosinci 1945, v němž varoval před budoucím německým revizionismem a pokusy zaměnit válečné viníky a oběti. Deska pod bustou E. Beneše vyvolala značnou vlnu vášní. Tehdy proti jejímu umístění protestovali zástupci sudetských Němců i někteří rakouští politici, do Česka v roce 2004 poslali protestní dopis.
Prezident Václav Klaus s chotí umístění pomníku podpořili položením květin v roce 2004 při návštěvě Českého Krumlova. Slavnostní akt se uskutečnil za účasti Františka Fajtla a dalších válečných veteránů (Milana Malého, Lubomíra Úlehly).

#### Další osud bust
Za života Jana Horala existovala varianta, že by byly busty prezidentů umístěny na českokrumlovskou radnici. K realizaci nakonec nedošlo.
Pietní místo na nádvoří Hotelu Růže v Českém Krumlově po smrti Jana Horala zaniklo. Busty prezidentů byly přesunuty do Českých Budějovic a instalovány na nově zřízeném pietním místě na zahradě vily Lischoli patřící společnosti KOH-I-NOOR HARDTMUTH. Pamětní deska, která byla původně pod bustou T. G. Masaryka, byla společností KOH-I-NOOR HARDTMUTH věnována městu Český Krumlov a osazena na veřejně přístupné místo na budovu radnice v Českém Krumlově. Pamětní deska pod bustou Edvarda Beneše se nachází nadále v majetku společnosti KOH-I-NOOR HARDTMUTH a osazena zatím nebyla.

### Významní hosté hotelu
Hotel několikrát navštívil prezident Václav Havel, poprvé v roce 1994 a znovu pak v roce 2009. V Hotelu Růže dával Havel také dohromady scénář s režisérem Milošem Formanem pro film Odcházení podle vlastní stejnojmenné divadelní hry.
V roce 1994 navštívila hotel dánská královna Margarethe II. s chotěm, princem Henrikem.
V roce 1995 navštívil hotel švédský král Carl XVI. Gustav s chotí, královnou Silvií.
V roce 1996 navštívil hotel Roméo LeBlanc, generální guvernér Kanady s chotí, Dianou Fowler LeBlanc.
Dne 25. ledna 2002 v Jezuitském sále Hotelu Růže proběhlo setkání prezidentů Václava Havla a Rudolfa Schustera s vojáky a dalšími hosty při příležitosti předání bojové zástavy 1. Česko-slovenskému praporu, který působil v Kosovu v rámci mise KFOR.
V polovině července roku 2004 navštívil Český Krumlov prezident Václav Klaus s chotí, Livií Klausovou, při příležitosti jím zaštítěného Mezinárodního hudebního festivalu a ubytoval se v Hotelu Růže.
Dne 18. října 2013 prezident Miloš Zeman přijal v Českém Krumlově státní návštěvu, prezidenta Rakouské republiky Heinze Fischera. Jednalo se o první zahraniční návštěvu, kterou prezident Zeman přijímal mimo Hrad. Společný oběd prezidentů se uskutečnil v Hotelu Růže.

## Současnost
Po smrti Jana Horala hotel vlastní jeho tři děti, které pokračují v jeho vizi poskytování pohostinských služeb.
Dne 26. května 2016, v den zahájení Rallye Český Krumlov 2016, vystoupil prezident Mezinárodní automobilové federace (FIA) Jean Todt  na tiskové konferenci v Hotelu Růže.
Dne 14. května 2020 se v hotelu konalo plošné testování na přítomnost protilátek proti onemocnění covid-19. Akce byla doprovázena řadou koncertů a diváci mohli vystoupení sledovat online.